# Alan Sillitoe
Alan Sillitoe (Nottingham, 4 marzo 1928 – Londra, 25 aprile 2010) è stato uno scrittore inglese.

## Biografia
Alan Sillitoe nasce a Nottingham il 4 marzo 1928. È il secondogenito di cinque figli in una famiglia numerosa che da diverse generazioni appartiene alla working class, il ceto operaio. Nel 1942, ad appena quattordici anni, Sillitoe lascia gli studi per andare a lavorare come tornitore alla “Raleigh Bicycle Factory”.
Pur essendo ancora molto giovane, Alan possiede già una forte passione per i libri ed è fortemente determinato a scrivere e pubblicare un romanzo. Il suo primo “sforzo letterario”, andato perduto, si ispirava alle avventure dei suoi cugini, la famiglia Seaton. A soli sedici anni, Sillitoe si sentiva “in every respect a fully integrated workman” ("da ogni punto di vista un lavoratore perfettamente integrato"). L'autore sostiene che per un operaio era quasi normale nutrire degli ideali socialisti.
A diciassette anni Sillitoe si arruola volontario nella Royal Air Force e, dal 1946 al 1947, vive nello Wiltshire, dove lavora come operatore radiofonico, mansione che poi svolgerà per diciotto mesi in Malaysia. È qui che l'autore inizia a leggere opere di vario genere e sviluppa la sua passione per la letteratura. Mentre si trova ancora in Malesia gli viene diagnosticata la tubercolosi e viene ricoverato in un ospedale militare dove rimane per un lungo periodo. L'isolamento contribuisce a rafforzare la sua vena artistica; sono di questi anni, infatti, le sue prime opere letterarie di vario genere.
Il contenuto e lo stile dei suoi testi lo fanno collocare tra i giovani "arrabbiati" della letteratura e del cinema inglese degli anni sessanta, sebbene egli sia sempre stato poco incline alle etichette.  Il romanzo che lo rivela al grande pubblico è Sabato sera, domenica mattina (1958), da cui è tratto l'omonimo film di Karel Reisz.
Sillitoe è sepoltato nel cimitero di Highgate.

## Opere
- Without Beer or Bread (1957)
- Sabato Sera, Domenica Mattina (1958)
- La solitudine del maratoneta (1959)
- The Rats and other poems (1960)
- The General (1961)
- Le chiavi di casa (1961)
- La figlia del rigattiere e altri racconti (1964)
- La morte di William Posters (1965)
- Viaggi a nihilon (1971)
- The Flame of Life (1974)
- Tempesta: nuove poesie (1974)
- Sun Before Departure (1982)
- The Open door (1989)
- Leonard's War (1991)
- Una vita senza corazza (1995)
- Birthday (2002)